# اللغة الديفهية
الديفهي، اللغة الديفهية، المحلديبية، أو المحلية، من اللغات الهندية الآرية. هي اللغة الرسمية في دولة المالديف وهي أيضاً اللغة الأم للشعب في جزيرة ماليكو التابعة للهند.

## نصوص
| تانة     | معنى         | س⁬أ⁬م⁬ت⁬      | لاتيني ديفهي | أ⁬ص⁬د⁬ |
| -------- | ------------ | --------- | ------------ | --- |
| އަހަރެން، މަ  | أنا؛ أ-؛ -ني | ahareṅ    | Aharen       |     |
| ކަލޭ       | أنت، ت-، -ك  | kalē      | Kaley        |     |
| އަހަރެމެން    | نحن؛ ن-؛ -نا | aharemeṅ  | Aharemen     |     |
| މި        | هذا          | mi        | Mi           | ‎mi‏  |
| އެ        | ذلك          | e         | E            |     |
| ކާކު؟      | من؟          | kāku      | Kaaku        |     |
| ކޮން އެއްޗެއް؟ | ما؟          | koṅ eccek | Kon echchek  |     |
| ނޫން       | لا           | nūṅ       | Noon         |     |
| ހުރިހާ      | كل           | hurihā    | Hurihaa      |     |
| ޝަހަރު      | مدينة        | śaharu    | Shaharu      |     |